# Rájec
Rájec är en ort i Tjeckien. Den ligger i regionen Olomouc, i den östra delen av landet, 180 km öster om huvudstaden Prag. Rájec ligger 273 meter över havet och antalet invånare är 484.
Terrängen runt Rájec är kuperad västerut, men österut är den platt. Rájec ligger nere i en dal. Runt Rájec är det ganska tätbefolkat, med 134 invånare per kvadratkilometer. Närmaste större samhälle är Zábřeh, 3,6 km nordväst om Rájec. Trakten runt Rájec består till största delen av jordbruksmark.